# Шувалово-Озерки (муниципальный округ)

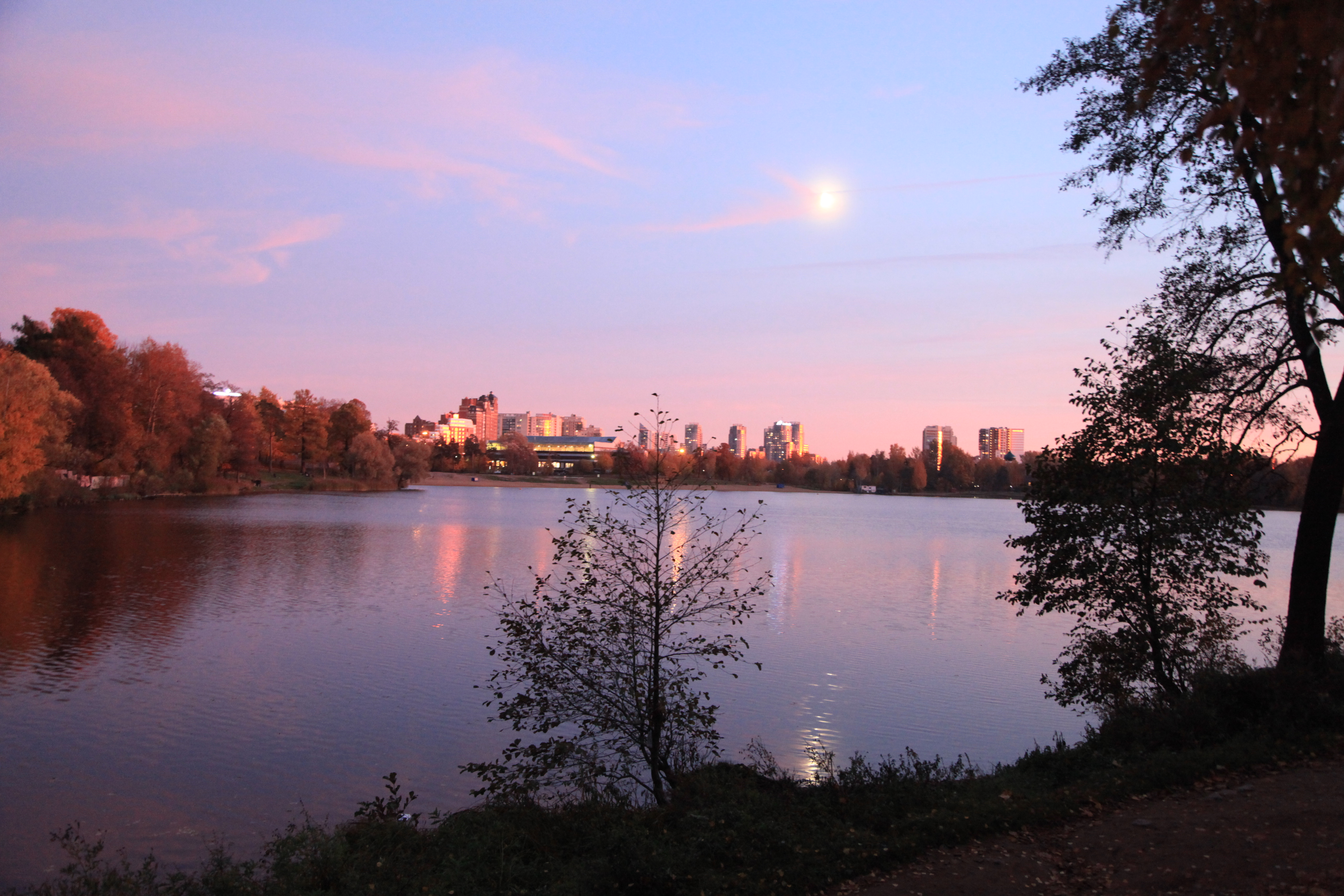
Первое Суздальское озеро

Шува́лово-Озерки́ — муниципальный округ № 17 в составе Выборгского района Санкт-Петербурга.
Округ является типичным спальным районом города, то есть территорией с полным отсутствием промышленных предприятий и практически полностью застроенной жилыми домами и сопутствующими зданиями — школами, детскими садами, магазинами и т. д. В настоящее время в округе проживет более 107 тысяч человек.
С 1998 года издается местная газета «Шувалово-Озерки*Вести».

## Границы округа
От пересечения западной стороны полосы отвода Выборгского направления железной дороги с Поклонногорской улицей по западной стороне полосы отвода Выборгского направления железной дороги до дороги в Каменку, далее по оси дороги в Каменку до северной стороны полосы отвода Парнасской соединительной ветки железной дороги, далее по северной стороне полосы отвода Парнасской соединительной ветки железной дороги до Выборгского шоссе, далее по оси Выборгского шоссе до Суздальского проспекта, далее по оси Суздальского проспекта до проспекта Энгельса, далее по оси проспекта Энгельса до Поклонногорской улицы, далее по оси Поклонногорской улицы до западной стороны полосы отвода Выборгского направления железной дороги.

## Население
| 2002     | 2010     | 2012     | 2013     | 2014     | 2015     | 2016     | 2017     | 2018     |
| -------- | -------- | -------- | -------- | -------- | -------- | -------- | -------- | -------- |
| 87 511   | ↗106 506 | ↗107 551 | ↗109 369 | ↗110 227 | ↗111 356 | ↗112 436 | ↗113 136 | ↘112 838 |
| 2019     | 2020     | 2021     | 2023     | 2025     |          |          |          |          |
| ↗113 219 | ↘112 186 | ↗116 909 | ↘116 843 | ↗117 262 |          |          |          |          |

## Органы власти
- Альхов Константин Олегович —  глава муниципального образования.